# Vitalogy
A Vitalogy a Pearl Jam harmadik lemeze, 1994. december 6-án jelent meg az Epic kiadónál. Ez az album már a grunge-hagyományoktól való elszakadást mutatja, az előző két lemezhez (Ten és Vs.) képest sokkal változatosabb, sötétebb, kiforrottabb. A megjelenés óta már 5-szörös platina státuszt ért el. 1996-ban az album két Grammy-jelölést kapott, a "legjobb rock album" és "az év albuma" kategóriában. A lemezen szereplő Spin The Black Circle c. dal meg is kapta a "legjobb hard rock előadás"-ért járó díjat. A Rolling Stone magazin 2003-ban "minden idők 500 legjobb albuma" között a 492. helyre ransgsorolta.

## Az albumcím eredete
A cím és a borító is egy azonos címen megjelent, 20. század eleji könyvből ered, amelyet az énekes, Eddie Vedder egy bolhapiacon talált. A könyv az egészség/betegség témakörrel foglalkozott. (A "vitalogy" szónak köze lehet a "vitalitás" szóhoz.)

## Számok
1. Last Exit (Abbruzzese, Ament, Gossard, McCready, Vedder) – 2:54
2. Spin the Black Circle (Abbruzzese, Ament, Gossard, McCready, Vedder) – 2:48
3. Not for You (Abbruzzese, Ament, Gossard, McCready, Vedder) – 5:52
4. Tremor Christ (Abbruzzese, Ament, Gossard, McCready, Vedder) – 4:12
5. Nothingman (Vedder, Ament) – 4:35
6. Whipping (Abbruzzese, Ament, Gossard, McCready, Vedder) – 2:35
7. Pry, To (Abbruzzese, Ament, Gossard, McCready, Vedder) – 1:03
8. Corduroy (Abbruzzese, Ament, Gossard, McCready, Vedder) – 4:37
9. Bugs (Abbruzzese, Ament, Gossard, McCready, Vedder) – 2:45
10. Satan's Bed (Vedder, Gossard) – 3:31
11. Better Man (Vedder) – 4:28
12. Aye Davanita (Abbruzzese, Ament, Gossard, McCready, Vedder) – 2:58
13. Immortality (Abbruzzese, Ament, Gossard, McCready, Vedder) – 5:28
14. Hey Foxymophandlemama, That's Me (Ament, Gossard, Irons, McCready, Vedder) – 7:44
  - Stupid Mopként is ismert

## Kislemezek az albumról
- Spin the Black Circle / Tremor Christ (1994)
- Immortality / Rearviewmirror (performed by The Frogs) (1995)
- Not for You / Out of My Mind (Live) (1995)

## Külső hivatkozások
- Pearl Jam.lap.hu - linkgyűjtemény